# 돌파하라 최첨단을
《돌파하라 최첨단을》은 보천보전자악단이 만든 노래다. 2009년 조선민주주의인민공화국은 자체적으로 CNC를 개발하는데에 성공하였다. 김정일은 당시 후계자로 지목했던 김정은의 업적 중 하나로 CNC 개발을 내세웠고 이를 주제로 노래가 만들어졌다.